# 오부더섬

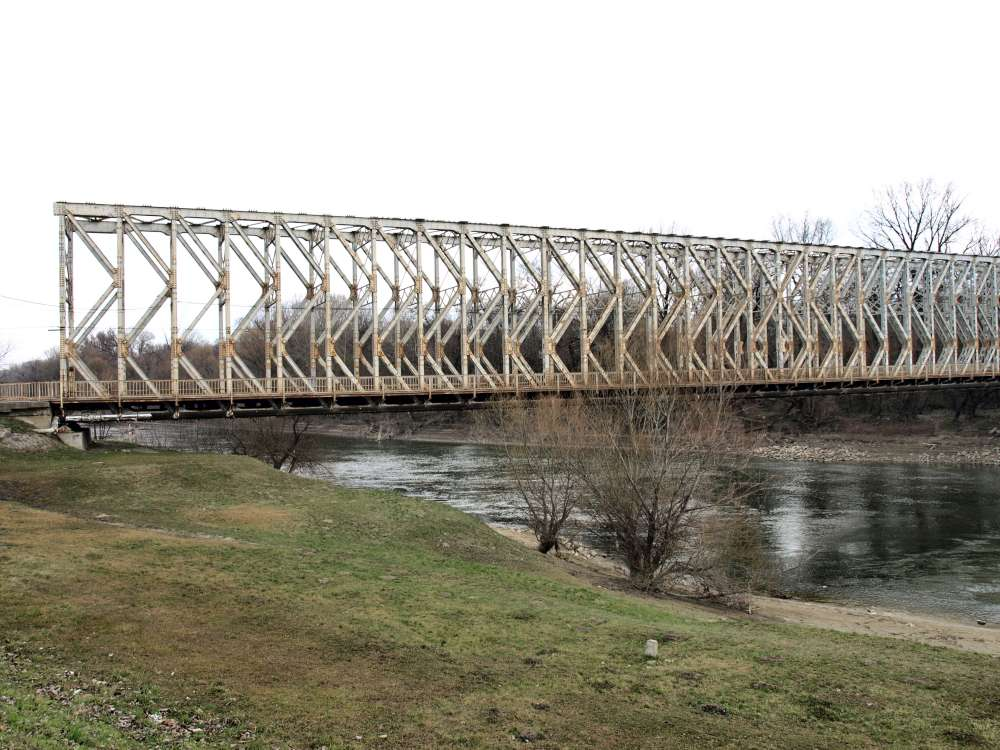
오부더섬

오부더섬(헝가리어: Óbudai-sziget) 또는 허요자리섬(헝가리어: Hajógyári-sziget)은 헝가리 부다페스트에서 가장 큰 섬으로, 다뉴브강에 있다. 3구에 위치한 이 섬은 일 년 내내 인기 있는 관광지다. 매년 8월에는 시게트 페스티벌이 여기서 개최된다.

## 지리
오부더섬은 다뉴브강에 의해 운반된 잔해로 형성되었다. 원래는 두 개의 인접한 육지로 이루어진 암초 섬이었다. 부더의 해안은 1651km와 1654km의 강 경계선 사이에 위치해 있다. 면적은 108 헥타르, 길이는 2750m, 최대 너비는 500m로, 1653km의 강 경계선과 일직선상에 있다. 오부더섬은 70~80m 너비의 다뉴브강 지류로 나뉜다. 우이페슈트 철도 다리 북쪽 끝에서 멀지 않은 곳에 있는 아르파드 다리 남쪽 끝이 부더와 페슈트를 연결한다.